# Олександр Бучинський-Яскольд
Олександр Бучинський-Яскольд — український поет XVII сторіччя.
Відомостей про життя і діяльність Олександра Бучинського-Яскольда практично немає. З самих його творів відомо, що він був знайомий зі своїм впливовим сучасником — поетом та прозаїком Лазарем Барановичем. Згадується Бучинський-Яскольд лишень у літописі Самійла Величка:
|  | ...гди взглядом збурення Чигирина і остатка України [цар турецький] своє Хмельниченкові ознаймив наміреніє, теди таковий от н[ьо]го (яко Александр Бучинський Яскольд в своєм гетьману Самойловичу, року 1678 приписанном, «Чигирин» названном, панегірику свідительствуєт) одержал одвіт... |

 (С. Величко, с. 409).
|  | О [...] войськ турецьких под Чигирин виправі, козацьких прешлих незгодах і наступовавшом тогда страху а святительських сьогобочних малоросійських і всього обще духовенства, к тому і всього народа, о ізбавленії од того нахожденія бісурменського Малія Росії тщательних молебствіях, также о суккурсу в Чигирин од Самойловича-гетьмана посланном, муза поетицькая чрез панегіристу козарського Александра Бучинського Яскольда сицевії в панегірику, «Чигирин» названом, співають рифми... |

 (С. Величко, с. 414).
З усього творчого доробку Бучинського-Яскольда збереглися лиш кілька творів. Серед них панегірик «Чигирин», написаний 1678 року польською мовою, в якому відображені Чигиринські походи (1677—1678). Є згадка про виплату цьому київському «студенту» за його книжки про Чигирин з гетьманського скарбу (з надходжень від аренд 1678 року) 100 злотих винагороди.